# 빈센트 매시
찰스 빈센트 매시(영어: Charles Vincent Massey, CH, CC, 1887년 2월 20일~1967년 12월 30일)는 캐나다의 외교관, 정치인으로 제18대 캐나다 총독을 지냈다. 최초의 캐나다인 총독이기도 하다.

## 서훈
- 1946년 컴패니언 오브 아너(Order of the Companions of Honour, CH)
- 1967년 캐나다 훈장 컴패니언(CC)

| 전임 해럴드 알렉산더 | 제18대 캐나다의 총독 1952년 2월 28일 ~ 1959년 9월 15일 | 후임 조르주 바니에르 |